# 逆高斯分布
逆高斯分布（英語：Inverse Gaussian distribution）的概率密度函数为
{\displaystyle f(x;\mu ,\lambda )=\left[{\frac {\lambda }{2\pi x^{3}}}\right]^{1/2}\exp {\frac {-\lambda (x-\mu )^{2}}{2\mu ^{2}x}}{\mbox{ for }}x>0.}
沃德分布（Wald distribution）是μ = λ = 1时的逆高斯分布特例。
当λ趋近于无穷时，逆高斯分布逐渐趋近于高斯分布。逆高斯分布有多项类似于高斯分布的特性。“逆”可能容易引起混淆，其实它的含义是高斯分布描述的是在布朗运动中某一固定时刻的距离分布，而逆高斯分布描述的是到达固定距离所需时间的分布。